# Fryderyk Kazimierz Wittelsbach (Pfalz-Zweibrücken-Landsberg)
Fryderyk Kazimierz Wittelsbach (ur. 10 czerwca 1585 w Zweibrücken, zm. 30 września 1645 w Montfort) – hrabia palatyn i książę Palatynatu-Zweibrücken-Landsberg
Syn księcia Jana I i Magdaleny, księżniczki Jülich-Kleve-Berg. Jego dziadkami byli Wolfgang Wittelsbach i Anna księżniczka heska oraz Wilhelm IV, książę Jülich-Kleve-Berg i Maria Habsburg. Jego starsza siostra Maria Elżbieta była żoną księcia Jerzego Gustawa z Palatynatu-Veldenz. Miał również dwóch braci: Jana oraz Jana Kazimierza.
Po śmierci ojca w 1604 roku księstwo Zweibrücken zostało podzielono między synów. Jan otrzymał tereny Zweibrücken-Veldenz, Fryderyk Kazimierz Zweibrücken-Landsberg zaś Jan Kazimierz Zweibrücken-Kleeburg.
4 lipca 1616 roku ożenił się z Emilią Antwerpianą Oranje-Nassau, córką Stadhouder Niderlandów Wilhelma I Orańskiego i jego trzeciej żony Charlotty de Burbon. Para miała trójkę dzieci.
- Fryderyka (1617)
- Fryderyka Ludwika – hrabia palatyn i książę Palatynatu-Zweibrücken
- Karola Henryka (1622-1623)